# Christopher Scott
Christopher Gavin Scott (Räckelwitz, Alemania, 7 de junio de 2002) es un futbolista alemán que juega de centrocampista en el Royal Antwerp F. C. de la Primera División de Bélgica.

## Trayectoria
Hizo su debut en la Bundesliga con el Bayern de Múnich en un empate 1-1 con el F. C. Union Berlin el 10 de abril de 2021. Jugó otro partido más en la competición antes de ser traspasado en junio de 2022 al Royal Antwerp F. C. En su primer año en Bélgica ganó tanto la Pro League como la Copa y en septiembre de 2023 regresó a Alemania después de ser cedido al Hannover 96.

## Estadísticas

### Clubes
Actualizado al último partido disputado el 3 de noviembre de 2024.
| Club                           | Div.          | Temporada     | Liga  | Liga  | Copas nacionales | Copas nacionales | Copas internacionales | Copas internacionales | Total | Total |
| Club                           | Div.          | Temporada     | Part. | Goles | Part.            | Goles            | Part.                 | Goles                 | Part. | Goles |
| ------------------------------ | ------------- | ------------- | ----- | ----- | ---------------- | ---------------- | --------------------- | --------------------- | ----- | ----- |
| Bayern de Múnich II · Alemania | 3.ª           | 2020-21       | 23    | 2     | ―                | ―                | ―                     | ―                     | 23    | 2     |
| Bayern de Múnich II · Alemania | 4.ª           | 2021-22       | 24    | 7     | ―                | ―                | ―                     | ―                     | 24    | 7     |
| Bayern de Múnich II · Alemania | Total club    | Total club    | 47    | 9     | 0                | 0                | 0                     | 0                     | 47    | 9     |
| Bayern de Múnich · Alemania    | 1.ª           | 2020-21       | 2     | 0     | 0                | 0                | 0                     | 0                     | 2     | 0     |
| Bayern de Múnich · Alemania    | 1.ª           | 2021-22       | 0     | 0     | 0                | 0                | 0                     | 0                     | 0     | 0     |
| Bayern de Múnich · Alemania    | Total club    | Total club    | 2     | 0     | 0                | 0                | 0                     | 0                     | 2     | 0     |
| Royal Antwerp F. C. · Bélgica  | 1.ª           | 2022-23       | 22    | 1     | 5                | 0                | 3                     | 0                     | 30    | 1     |
| Royal Antwerp F. C. · Bélgica  | 1.ª           | 2023-24       | 1     | 0     | 1                | 0                | —                     | —                     | 2     | 0     |
| Hannover 96 · Alemania         | 2.ª           | 2023-24       | 5     | 0     | 0                | 0                | —                     | —                     | 5     | 0     |
| Hannover 96 · Alemania         | Total club    | Total club    | 5     | 0     | 0                | 0                | 0                     | 0                     | 5     | 0     |
| Hannover 96 II · Alemania      | 4.ª           | 2023-24       | 5     | 2     | —                | —                | —                     | —                     | 5     | 2     |
| Hannover 96 II · Alemania      | Total club    | Total club    | 5     | 2     | 0                | 0                | 0                     | 0                     | 5     | 2     |
| Royal Antwerp F. C. · Bélgica  | 1.ª           | 2024-25       | 5     | 0     | 1                | 0                | —                     | —                     | 6     | 0     |
| Royal Antwerp F. C. · Bélgica  | Total club    | Total club    | 28    | 1     | 7                | 0                | 3                     | 0                     | 38    | 1     |
| Total carrera                  | Total carrera | Total carrera | 87    | 12    | 7                | 0                | 3                     | 0                     | 97    | 12    |

## Palmarés

### Títulos nacionales
| Título               | Club                | País    | Año  |
| -------------------- | ------------------- | ------- | ---- |
| Copa de Bélgica      | Royal Antwerp F. C. | Bélgica | 2023 |
| Pro League           | Royal Antwerp F. C. | Bélgica | 2023 |
| Supercopa de Bélgica | Royal Antwerp F. C. | Bélgica | 2023 |